# Kocanowo
Kocanowo [pronunciación en polaco: /kɔt͡saˈnɔvɔ/] es un pueblo ubicado en el distrito administrativo de Gmina Pobiedziska, dentro del distrito de Poznan, voivodato de Gran Polonia, en el oeste de Polonia central. Se encuentra aproximadamente a 5 kilómetros al este de Pobiedziska y a 31 kilómetros al este de la capital regional Poznań.